# Prosopocera ochreobasalis
Prosopocera ochreobasalis är en skalbaggsart som beskrevs av Stefan von Breuning 1938. Prosopocera ochreobasalis ingår i släktet Prosopocera och familjen långhorningar.
Artens utbredningsområde är Kenya. Inga underarter finns listade i Catalogue of Life.